# The Garfield Show: Threat of the Space Lasagna
The Garfield Show: Threat of the Space Lasagna, es un videojuego basada en la serie de televisión de Cartoon Network El show de Garfield. Es el primer juego basada en la serie y fue lanzado en el verano de 2010 para Nintendo Wii. El juego soporta el Wii Balance Board y el Wii Motion Plus.

## Jugabilidad
El juego gira en torno a 16 minijuegos. En un solo jugador, el jugador solo puede jugar como Garfield, mientras que el equipo contrario (ratones o lasaña espacial) está controlado por computadora. En el modo multijugador, los jugadores pueden elegir entre ser Garfield o el equipo contrario. El juego también incluye un modo historia, donde el jugador puede desbloquear todos los minijuegos y sombreros, y un modo minijuego, donde el jugador puede elegir cualquier minijuego que haya desbloqueado. En cada juego, Garfield intenta detener al equipo contrario, o el equipo contrario trata de evitar que Garfield frustre sus planes. Cada minijuego es compatible con Wii Balance Board o Wii Motion Plus.

## Argumento
Mientras Garfield está durmiendo, los Space Lasagna están planeando su regreso a la Tierra para vengarse de Garfield por detener su plan en el episodio "Pasta Wars". Descubren que Garfield es amigable con los ratones, toman el control de ellos, haciendo que los ratones causen estragos alrededor de la ciudad mientras que los Space Lasagna inician su plan. Más tarde ese día, Garfield se despierta y encuentra a Squeak escondido. Squeak luego le cuenta a Garfield sobre cómo los Space Lasagna han controlado mentalmente a su familia. Garfield se esfuerza por salvar a la familia de Squeak y evitar que Space Lasagna invada su planeta.